# Résolution 392 du Conseil de sécurité des Nations unies
Membres permanents
- Chine
- États-Unis
- France
- Royaume-Uni
- URSS

Membres non permanents
- Bénin
- Guyana
- Italie
- Japon
- Libye
- Pakistan
- Panama
- Roumanie
- Suède
- Tanzanie

Résolution no 391 Résolution no 393
La résolution 392 du Conseil de sécurité des Nations unies est adoptée le 19 juin 1976, après le meurtre de jeunes noirs par la police sud-africaine à Soweto et dans d'autres régions. 
Le Conseil condamne fermement le gouvernement sud-africain pour ses mesures de répression contre le peuple africain. Il exprime également son choc après les tirs sur les manifestants, et sa sympathie pour les victimes qui manifestaient contre la politique du Parti national. La résolution réaffirme également que « la politique d'apartheid est un crime contre la conscience et la dignité de l'humanité et perturbe gravement la paix et la sécurité internationales ».
La réunion est convoquée après que le Bénin, la Libye, Madagascar et la Tanzanie aient soulevé la question dans une lettre adressée au Conseil. Aucun détail sur le vote n'est donné, si ce n'est que la résolution est « adoptée par consensus ».
La résolution 392, comme d’autres avant elle, réaffirme le droit légitime à l’autodétermination du peuple sud-africain.